# Air Koryo
Air Koryo (oficialmente y en coreano Chosŏn Minhang (조선민항), abreviado Air Koryo) es la aerolínea oficial de Corea del Norte, su sede se encuentra en la ciudad de Pionyang. Realiza vuelos nacionales, e internacionales a distintos puntos de Asia, África y Europa. Su principal aeropuerto es el Aeropuerto Internacional de Sunan situado en un distrito homónimo al norte de la capital norcoreana. 
La compañía fue fundada en 1954 con el nombre de Chosonminhang Korean Airways (CAAK) a raíz de una alianza entre Corea del Norte y la Unión Soviética. Los años dorados de la compañía fueron desde su fundación hasta la caída del bloque del Este a principios de la década de 1990. En esa época la aerolínea realizaba muchos más vuelos que en la actualidad, sobre todo a China y a la Unión Soviética, pero también por aquel entonces volaba a los países de Europa del este, y con la caída de la Unión Soviética todos estos vuelos cesaron.
La flota de Air Koryo está compuesta por un total de 16 aeronaves, siendo tres de ellas aviones de carga. Gran parte de la flota son antiguos modelos soviéticos, por lo que se le prohibió operar en la Unión Europea. En 2007 se adquirieron dos nuevos modelos destinados a realizar el trayecto Pekín-Pionyang y está en estudio la adquisición de otro para una nueva ruta a Oriente próximo.
La sede central de Air Koryo está en el aeropuerto de Pionyang, pero dispone de oficinas comerciales en Pekín, Shenyang, Macao, Bangkok, Berlín, Moscú, Hong Kong, Singapur, Tokio, Taipéi, Jabárovsk y Vladivostok.

## Historia

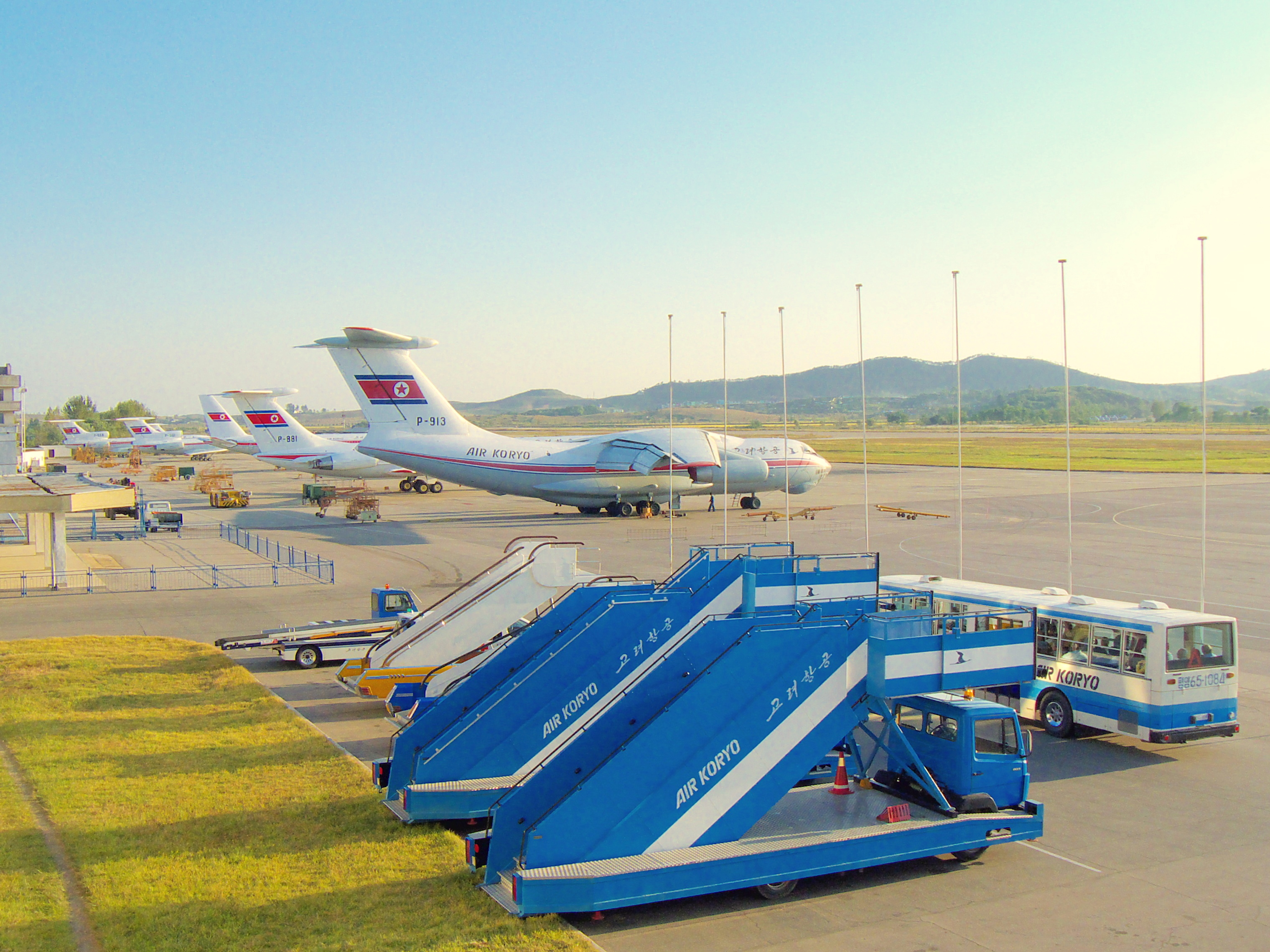
Aviones de Air Koryo en el Aeropuerto Internacional de Sunan, sede de la aerolínea.

### Primeros años

Antiguo logo de Air Koryo, cuando se denominaba Choson Minhang

A principios de 1950, SOKAO (en español Aerolínea soviético-coreana y en coreano 소련-조선항공; 蘇聯-朝鮮航空) se estableció como una empresa conjunta norcoreana-soviética para conectar Pionyang con Moscú. Ese mismo año se iniciaron vuelos regulares. Los servicios fueron suspendidos durante la guerra de Corea y se reanudaron en 1953 como Oficina de Aviación Civil del Ministerio de Transporte de la RPDC. Luego, la aerolínea estatal quedó bajo el control de la Administración de Aviación Civil de Corea (CAAK) y pasó a llamarse Korean Airways (조선민항; 朝鮮民航), iniciando operaciones el 21 de septiembre de 1955 con aeronaves Lisunov Li-2, Antonov An-2 e Ilyushin Il-12. Los Ilyushin Il-14 y los Ilyushin Il-18 se agregaron a la flota en la década de 1960.

### Expansión
Las operaciones de los aviones comenzaron en 1975, cuando se entregó el primer Túpolev Tu-154 para el servicio desde Pionyang a Praga, Berlín Este y Moscú con escalas para repostar combustible en Irkutsk y Novosibirsk, dado que el Túpolev Tu-154 tenía un alcance insuficiente. También se entregaron Túpolev Tu-134 y Antonov An-24 para iniciar los servicios nacionales. La flota de Túpolev Tu-154 se incrementó a principios de la década de 1980, mientras que el primer Ilyushin Il-62 de largo recorrido se entregó en 1979 (dos de estos aviones se utilizan en configuración VIP), permitiendo a Korean Airways ofrecer una servicio directo sin escalas a Moscú por primera vez, además de servir a Sofía y Belgrado.
Además de los aviones soviéticos, Corea del Norte también consideró adquirir aviones supersónicos Concorde para Air Koryo bajo un plan de Kim Il Sung para aumentar el prestigio internacional del país. Corea del Norte, Aérospatiale y British Aerospace –los dos fabricantes europeos del Concorde– firmaron un acuerdo preliminar de compra con el país de dos Concorde en 1979, pero el acuerdo nunca se concretó debido a los desafíos económicos de Corea del Norte y las tensiones de la Guerra Fría entre Oriente y Occidente.
El fin de la Guerra Fría y el colapso del comunismo en Europa del Este provocaron una gran reducción en el número de servicios internacionales ofrecidos. Korean Airways pasó a llamarse Air Koryo el 28 de marzo de 1992 y, en 1993, encargó tres aviones de carga Ilyushin Il-76 para transportar carga hacia y desde destinos en China y Rusia.

### Air Koryo en elsigloXXI
Air Koryo compró un avión Túpolev Tu-204-300 en diciembre de 2007 y otro en marzo de 2010 para reemplazar su envejecida flota internacional. Con el Tu-204, Air Koryo podría volar a Europa.
Debido a preocupaciones de seguridad y mantenimiento, Air Koryo fue agregada a la lista de compañías aéreas prohibidas en la Unión Europea en marzo de 2006. La Comisión Europea encontró pruebas de graves deficiencias de seguridad por parte de Air Koryo durante las inspecciones en pista en Francia y Alemania. Air Koryo persistentemente no abordó estos problemas durante otras inspecciones en pista posteriores realizadas por la UE en el marco del programa SAFA, lo que apunta a flagrantes deficiencias sistémicas de seguridad en las operaciones de Air Koryo. La aerolínea no respondió a una investigación de la Autoridad de Aviación Civil francesa sobre sus operaciones de seguridad, lo que apunta a una falta de transparencia o comunicación por parte de Air Koryo. El plan de medidas correctoras de Air Koryo, presentado en respuesta a la petición de Francia, se consideró inadecuado e insuficiente. La CE también sostuvo que las autoridades norcoreanas no supervisaron adecuadamente a la aerolínea de bandera, lo que estaba obligado a hacer en virtud del Convenio de Chicago. Por lo tanto, sobre la base de criterios comunes, la Comisión evaluó que Air Koryo no cumplía las normas de seguridad pertinentes.
En septiembre de 2009, Air Koryo encargó un ejemplar adicional del avión Túpolev Tu-204-300 y un solo Túpolev Tu-204-100. Air Koryo iba a recibir el primero de dos aviones Túpolev Tu-204-100B equipados con 210 asientos. Se agregaron vuelos a Dalian en China a los servicios regulares de Air Koryo. Además, se inauguraron vuelos con Túpolev Tu-134 dos veces por semana desde Pionyang y servicios directos desde Pionyang a Shanghai-Pudong con un servicio dos veces por semana en 2010.
En marzo de 2010, a Air Koryo se le permitió reanudar sus operaciones en la UE con sus aviones Túpolev Tu-204, que estaban equipados con el equipamiento necesario para cumplir con las normas internacionales obligatorias. Actualmente, el Túpolev Tu-204 es el único avión que opera Air Koryo que tiene permiso para entrar en el espacio aéreo de la UE. En abril de 2011, Air Koryo lanzó sus primeros servicios a Malasia con la inauguración de vuelos desde Pionyang a Kuala Lumpur. Los vuelos operaban dos veces por semana utilizando el Túpolev Tu-204, pero fueron cancelados a mediados de 2017 debido a las sanciones impuestas como resultado del asesinato por envenenamiento de Kim Jong-nam en el Aeropuerto Internacional de Kuala Lumpur por presuntos agentes norcoreanos.
En 2011, Air Koryo también inauguró servicios a la ciudad de Kuwait, operados semanalmente por aviones Túpolev Tu-204. Los servicios funcionan durante la temporada alta de viajes, de abril a octubre.
En 2012, Air Koryo reanudó los vuelos a Kuala Lumpur, pero cesó el servicio en 2014 junto con su expansión a Harbin, China. En 2012, Juche Travel Services, una empresa que realiza viajes a Corea del Norte, lanzó viajes para "entusiastas de la aviación" utilizando aviones fletados por Air Koryo, que ofrecían a los visitantes la oportunidad de volar en todo tipo de aviones de Air Koryo dentro de Corea del Norte, el Mil Mi-17, Antonov An-24, Túpolev Tu-134, Túpolev Tu-154 e Ilyushin Il-62. Los servicios internacionales eran operados por Antonov An-148, Túpolev Tu-154 o Túpolev Tu-204.
En 2017, durante el gobierno del dictador norcoreano Kim Jong-un, hubo señales de que Air Koryo se estaba expandiendo hacia sectores comerciales más allá de la aviación, proporcionando bienes y servicios tan diversos como gasolineras, taxis, tabaco, refrescos y carne de faisán enlatada.
A partir de 2021, supuestamente se prepararon otros dos aviones Túpolev Tu-204-100B para ser arrendados a Air Koryo. Sin embargo, desde entonces ambos han sido vistos con el nombre de Sky KG Airlines añadido a los colores de Air Koryo y han sido trasladados al Aeropuerto Internacional de Moscú-Zhukovski, donde permanecen desde noviembre de 2023. Los informes de inteligencia y de los medios de comunicación sugieren que Corea del Norte podría seguir intentando adquirir estos dos aviones con ayuda rusa a partir de noviembre de 2023.

### Impacto de lapandemia de COVID-19
Air Koryo se vio gravemente afectada por la pandemia de COVID-19. El 24 de enero de 2020, la aerolínea canceló varios vuelos a China (a Macao, Shanghái y Shenyang) y el 1 de febrero canceló las dos rutas internacionales restantes a Pekín y Vladivostok. Los vuelos internacionales siguieron cancelados hasta agosto de 2023, volando nuevamente el 22 de agosto a Pekín y el 25 de agosto a Vladivostok utilizando aviones Túpolev Tu-204.
La empresa voló a la vecina China para recoger suministros relacionados con la COVID-19.

## Destinos

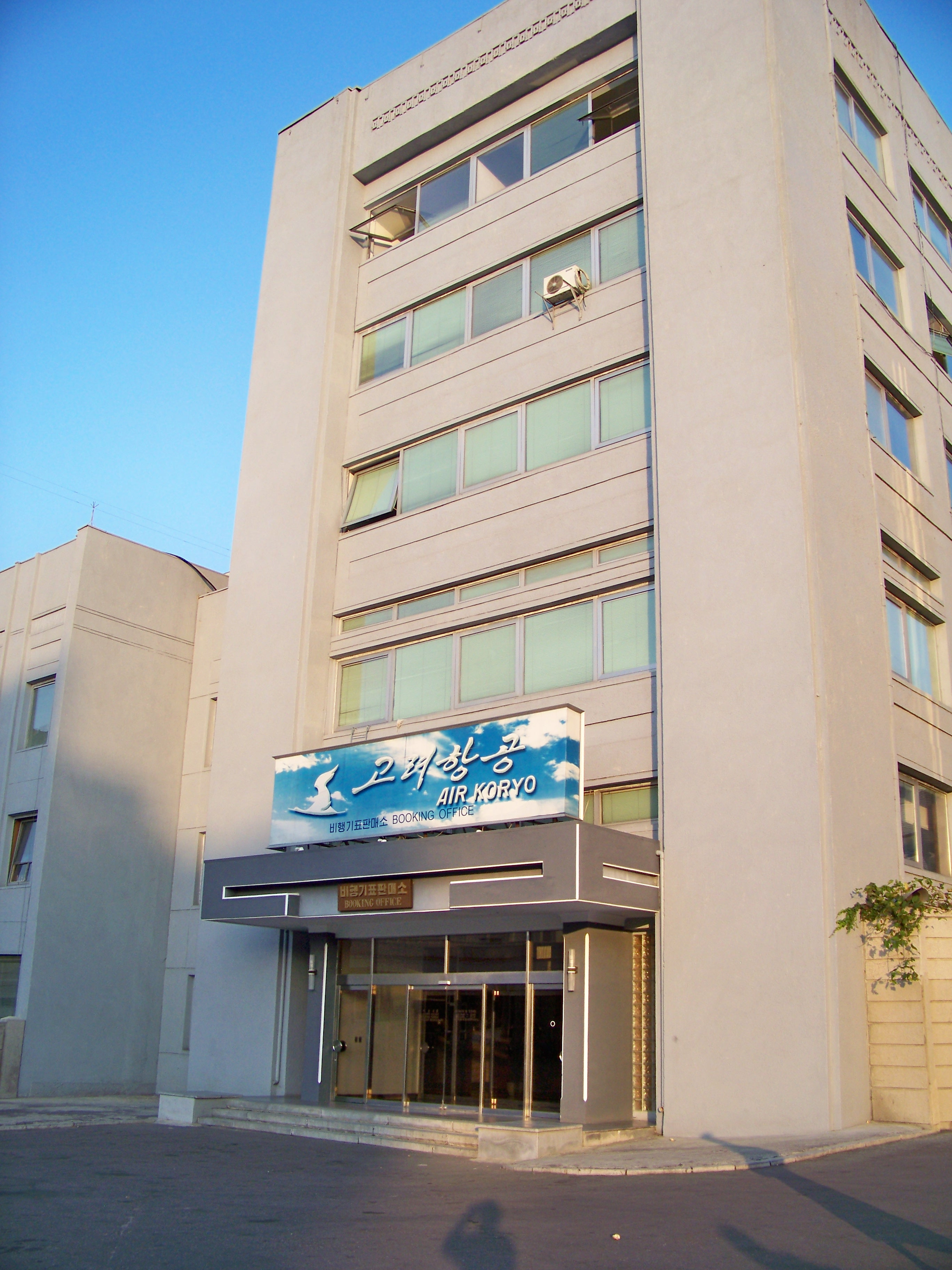
Oficinas de Air Koryo en Pionyang.

Air Koryo cuenta con ocho destinos en cuatro países dentro de Asia oriental:
| Países          | Destinos    | Aeropuertos                                  |
| --------------- | ----------- | -------------------------------------------- |
| China           | Pekín       | Aeropuerto Internacional de Pekín-Capital    |
| China           | Shenyang    | Aeropuerto Internacional de Shenyang-Taoxian |
| Corea del Norte | Ch'ŏngjin   | Aeropuerto de Chongjin                       |
| Corea del Norte | Hamhung     | Aeropuerto de Sondok                         |
| Corea del Norte | Pionyang    | Aeropuerto Internacional de Sunan (HUB)      |
| Corea del Norte | Samjiyon    | Aeropuerto de Samjiyon                       |
| Corea del Norte | Wonsan      | Aeropuerto de Wonsan                         |
| Rusia           | Vladivostok | Aeropuerto Internacional de Vladivostok      |

### Vuelos internacionales
Los servicios internacionales programados solo se operan desde Pyongyang a Beijing, Shenyang y Vladivostok; también se incluyen destinos adicionales que no figuran en su sitio web, pero que aparecen en otros lugares como vuelos chárter o servicios chárter de temporada.
Los primeros vuelos chárter regulares entre Corea del Norte y Corea del Sur comenzaron en 2003. El primer vuelo de Air Koryo operado por un Túpolev Tu-154 aterrizó en el Aeropuerto Internacional de Incheon de Seúl. Air Koryo operaba 40 servicios de ida y vuelta a Seúl, junto con vuelos a Gangneung-Sokcho y Busan en Corea del Sur. Los vuelos chárter intercoreanos desde el aeropuerto Sondok de Hamhung hasta el aeropuerto internacional de Yangyang en Corea del Sur comenzaron en 2002. Actualmente, no hay vuelos intercoreanos debido a las leyes de ambos países. En 2014, Air Koryo operó una serie de servicios al Aeropuerto Internacional de Incheon de Seúl con aviones Túpolev Tu-204 y Antonov An-148 para los Juegos Asiáticos de 2014 celebrados en Incheon.
Air Koryo operó una asociación entre líneas aéreas con Aeroflot (SkyTeam) en servicios que irradiaban desde Vladivostok y Pionyang hasta 2017, cuando se vio obligada a cerrar el acuerdo debido a las sanciones recientemente impuestas.

### Vuelos nacionales
Air Koryo es la única compañía aérea de Corea del Norte, por lo que es la responsable de todos los vuelos con origen y destino en territorio nacional. La escasez de combustible que actualmente afecta al país dificulta establecer una regularidad en los vuelos nacionales. Sin embargo, la compañía ofrece vuelos semanales para los turistas de Pionyang a Samjiyon para visitas al Monte Baekdu, así como vuelos ocasionales a ciudades como Chongjin, Kilju, Hamhung, Kaesong, Kanggye, Sinuiju y Wonsan.

## Flota

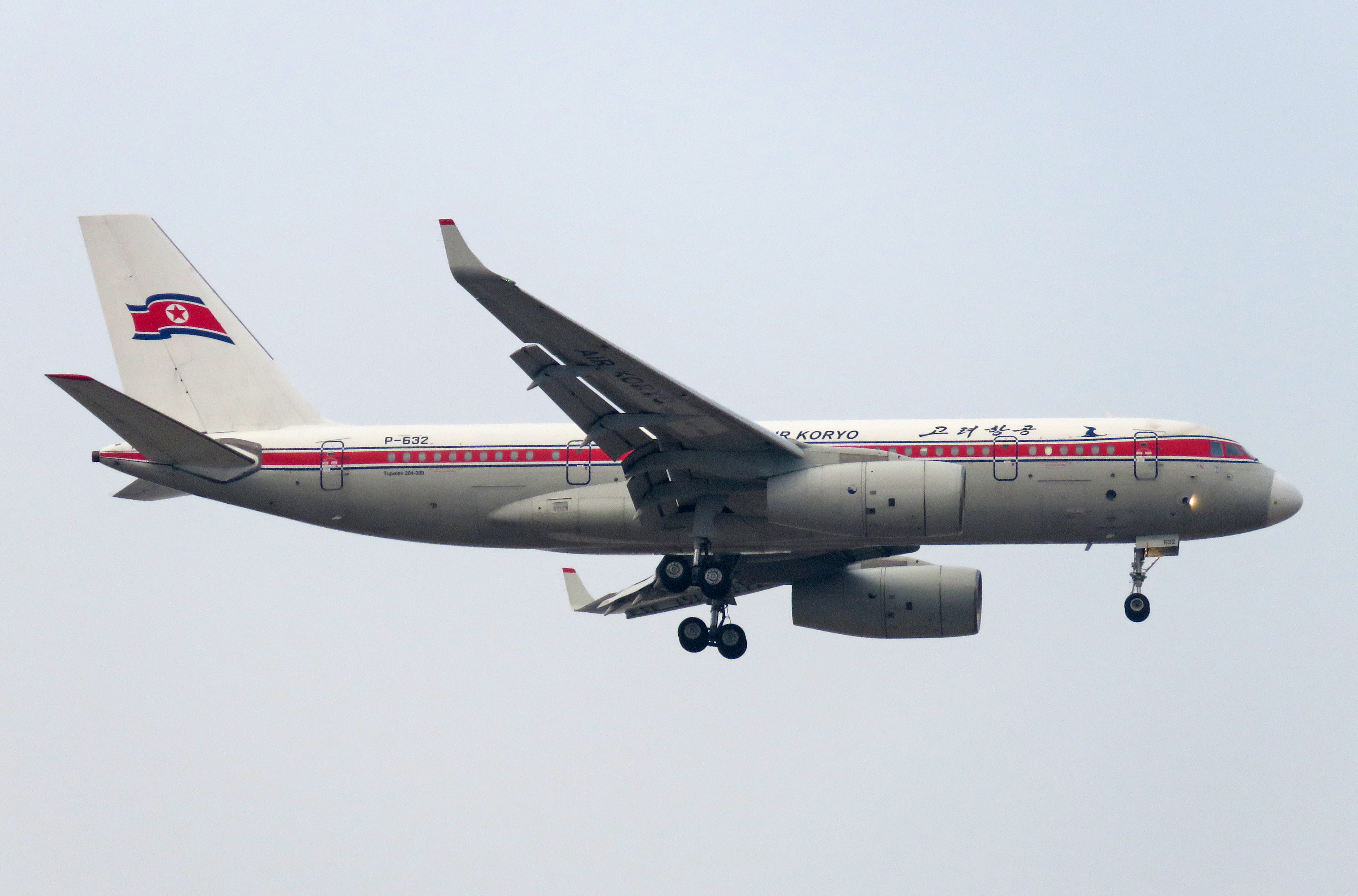
Tupolev Tu-204 de Air Koryo.

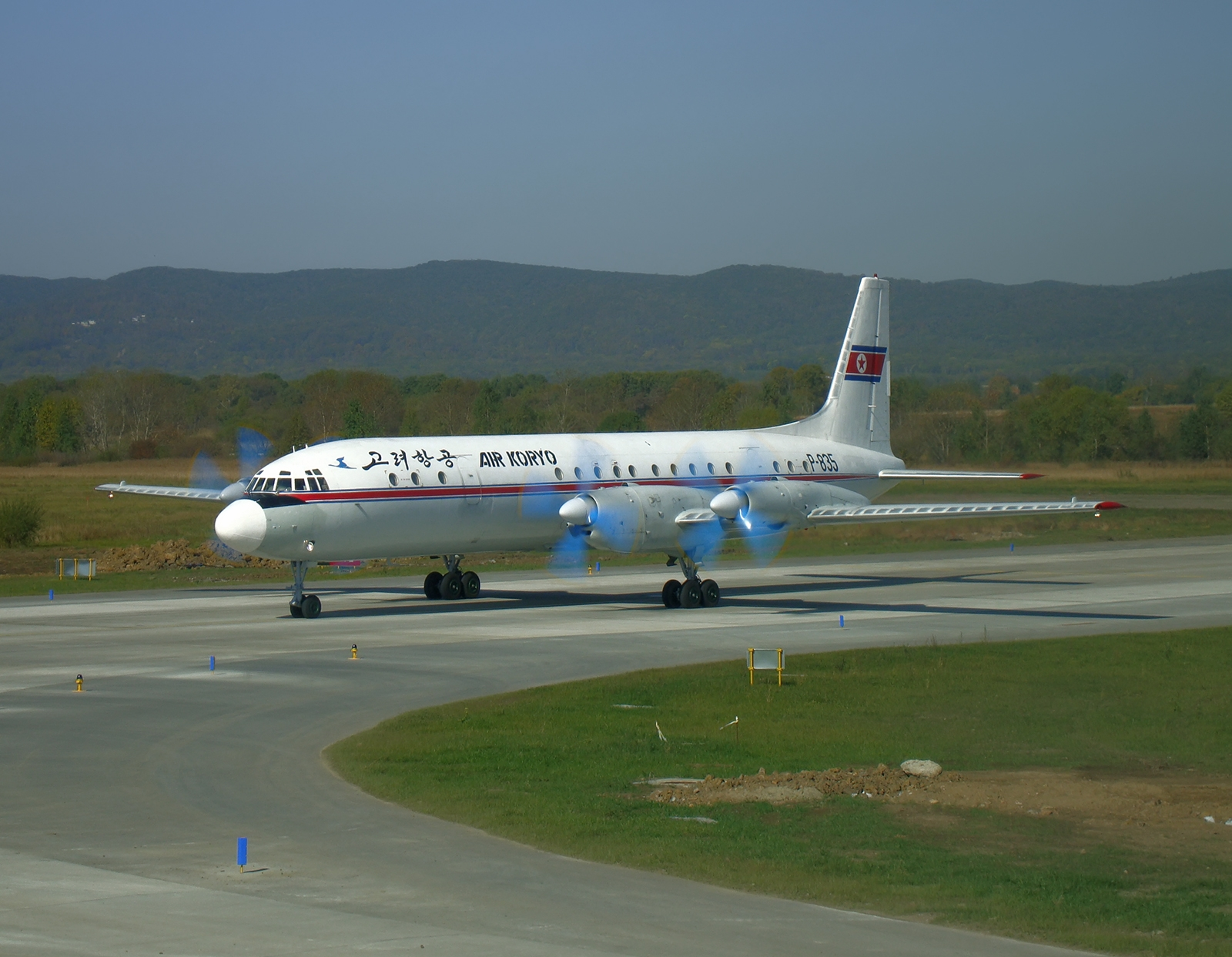
Ilyushin Il-18 de Air Koryo.

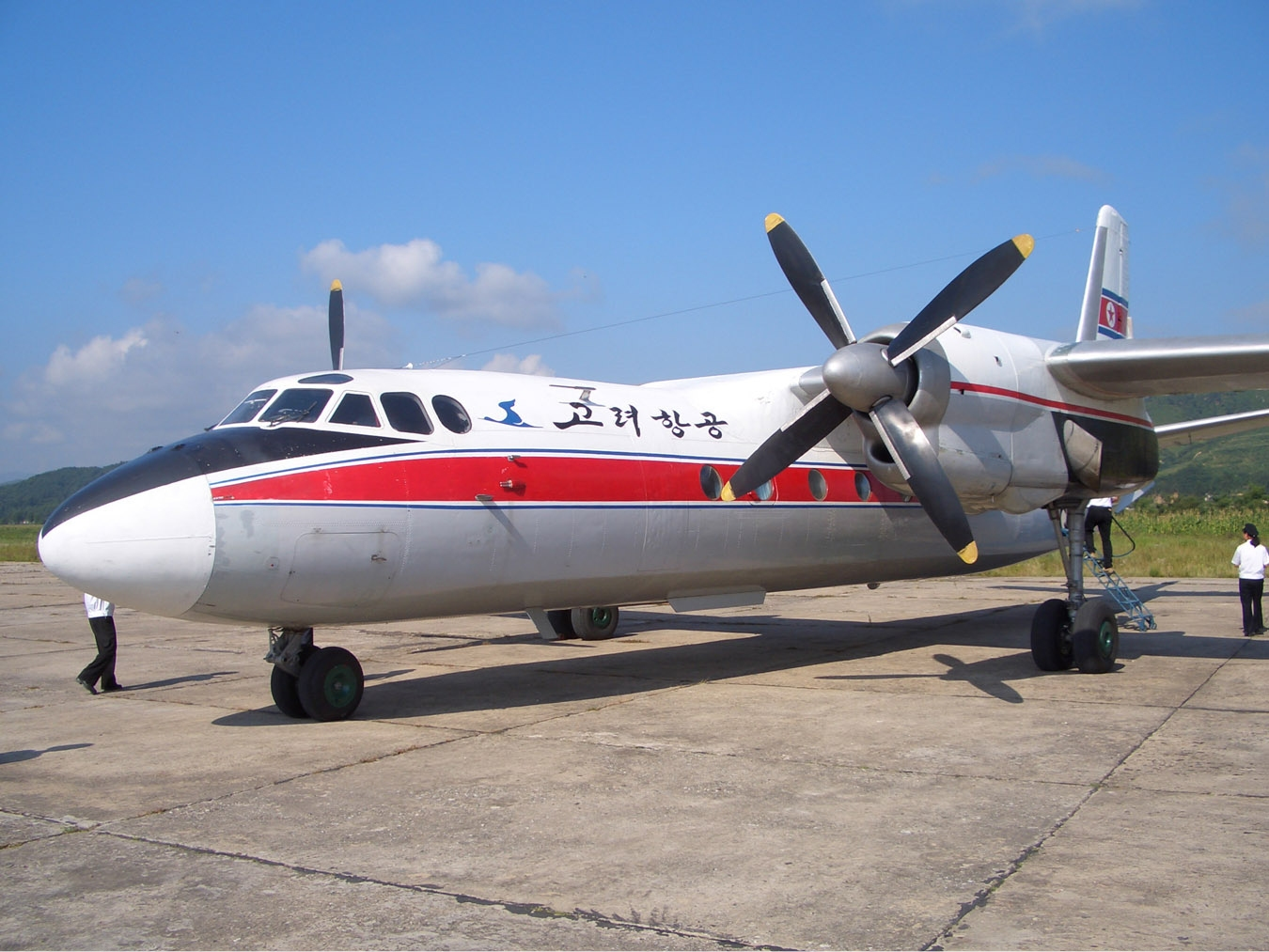
Antonov An-24 de Air Koryo.

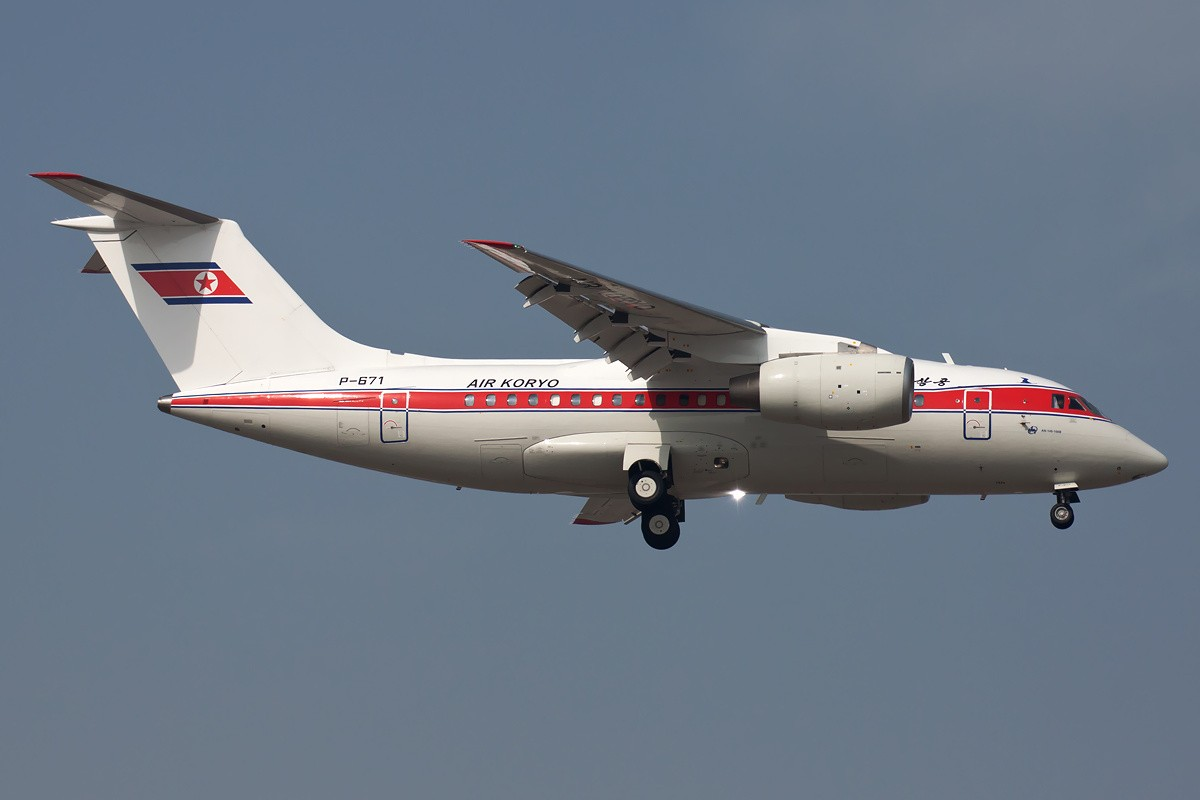
Antonov An-148 de Air Koryo.

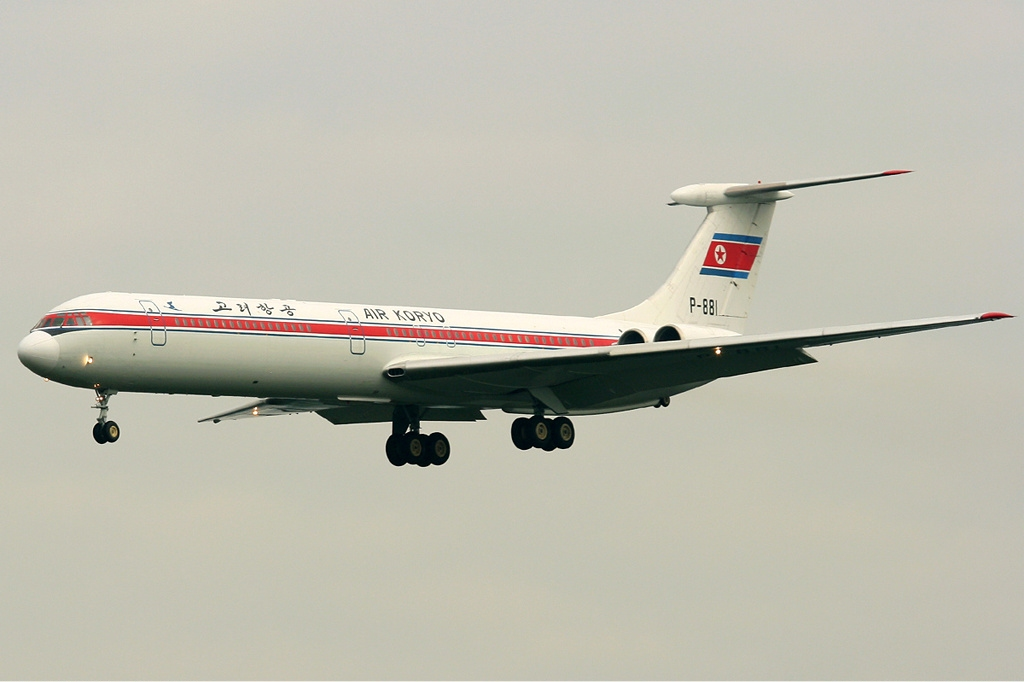
Ilyushin Il-62 de Air Koryo.

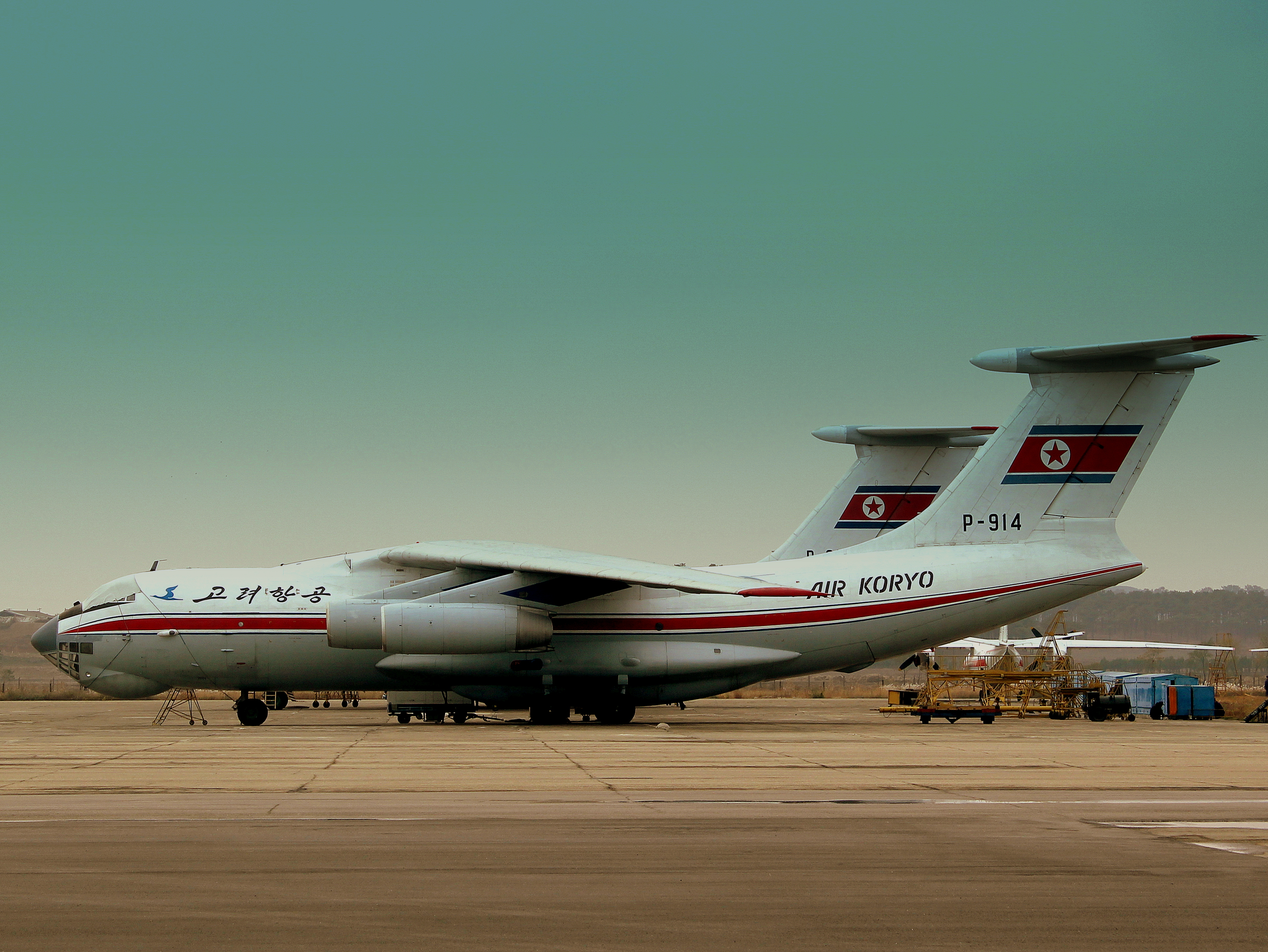
Ilyushin Il-76 de Air Koryo.

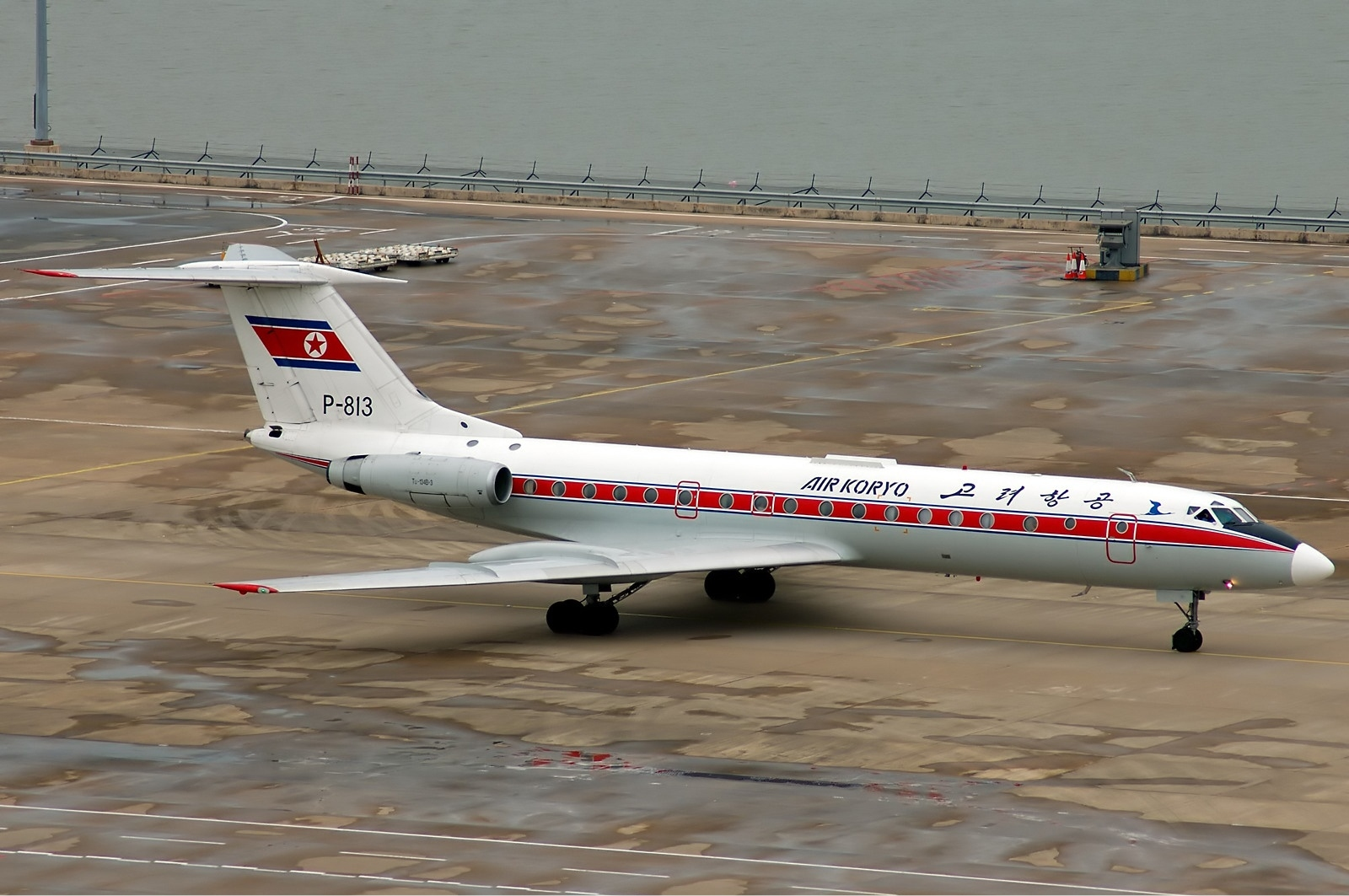
Tupolev Tu-134 de Air Koryo.

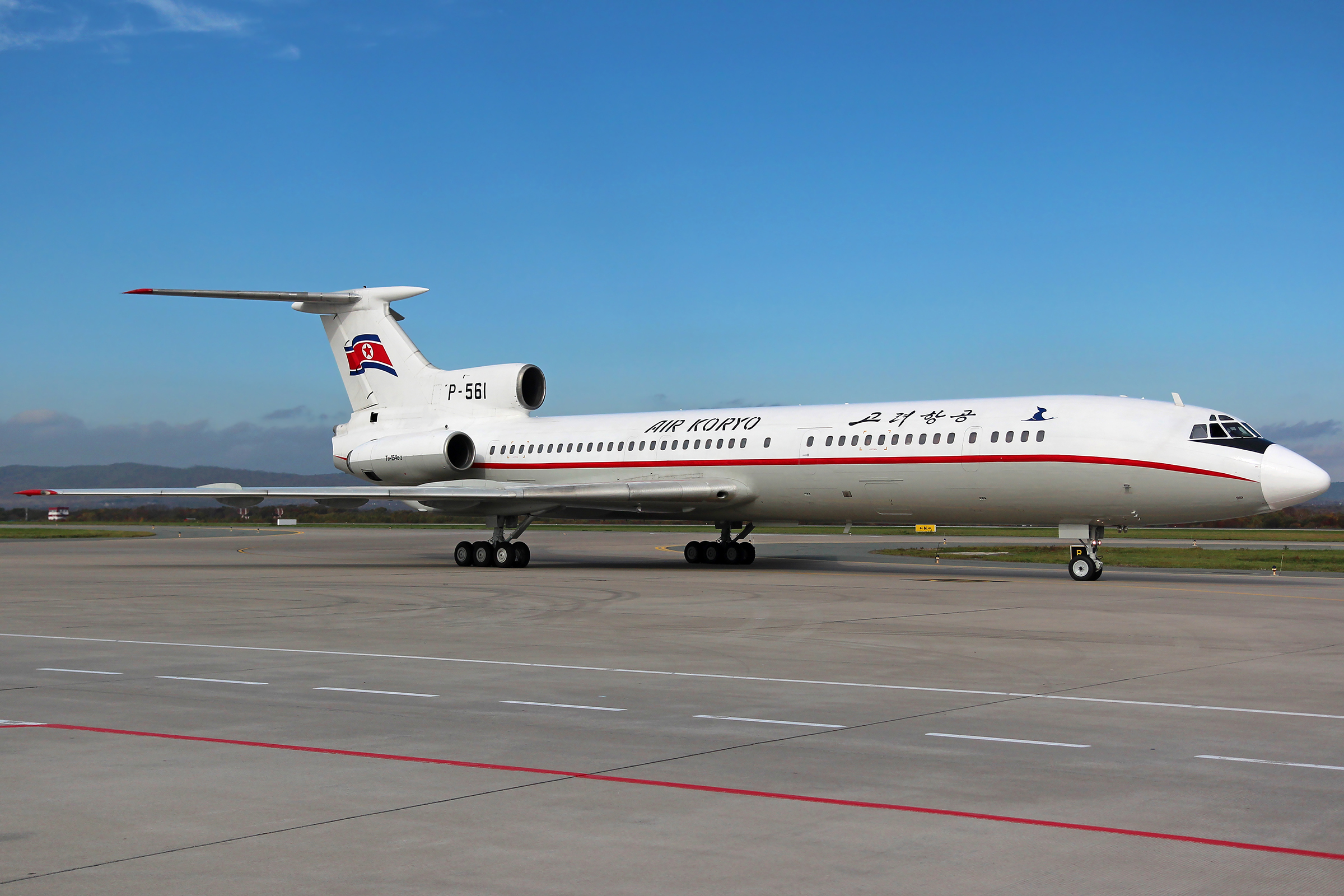
Tupolev Tu-154 de Air Koryo.

La flota de Air Koryo se compone de las siguientes aeronaves:
| Aeronaves      | En servicio | Pedidos | Pasajeros                                          | Pasajeros                                          | Pasajeros                                          | Matrículas                                         | Antigüedad                                         | Notas                                                           |
| Aeronaves      | En servicio | Pedidos | C                                                  | Y                                                  | Total                                              | Matrículas                                         | Antigüedad                                         | Notas                                                           |
| -------------- | ----------- | ------- | -------------------------------------------------- | -------------------------------------------------- | -------------------------------------------------- | -------------------------------------------------- | -------------------------------------------------- | --------------------------------------------------------------- |
| Antonov An-24  | 2           | —       | —                                                  | 52                                                 | 52                                                 | P-532                                              | 50,1 años                                          |                                                                 |
| Antonov An-24  | 2           | —       | —                                                  | 52                                                 | 52                                                 | P-537                                              | 58,1 años                                          |                                                                 |
| Antonov An-148 | 2           | —       | 8                                                  | 62                                                 | 70                                                 | P-671                                              | 11,7 años                                          |                                                                 |
| Antonov An-148 | 2           | —       | 8                                                  | 62                                                 | 70                                                 | P-672                                              | 9,5 años                                           |                                                                 |
| Ilyushin Il-18 | 1           | —       | 15                                                 | 65                                                 | 80                                                 | P-835                                              | 55,34 años                                         |                                                                 |
| Ilyushin Il-62 | 2           | —       | VIP                                                | VIP                                                | VIP                                                | P-881                                              | 37,8 años                                          | Avión presidencial de Kim Jong-un sin los colores de Air Koryo. |
| Ilyushin Il-62 | 2           | —       | VIP                                                | VIP                                                | VIP                                                | P-885                                              | 45,14 años                                         | Opera para el gobierno norcoreano.                              |
| Ilyushin Il-76 | 3           | —       | Carga                                              | Carga                                              | Carga                                              | P-912                                              | 33,9 años                                          | Pertenecen a Air Koryo Cargo                                    |
| Ilyushin Il-76 | 3           | —       | Carga                                              | Carga                                              | Carga                                              | P-913                                              | 34 años                                            | Pertenecen a Air Koryo Cargo                                    |
| Ilyushin Il-76 | 3           | —       | Carga                                              | Carga                                              | Carga                                              | P-914                                              | 34,1 años                                          | Pertenecen a Air Koryo Cargo                                    |
| Túpolev Tu-134 | 2           | —       | —                                                  | 76                                                 | 76                                                 | P-813                                              | 40 años                                            |                                                                 |
| Túpolev Tu-134 | 2           | —       | —                                                  | 76                                                 | 76                                                 | P-814                                              | 39,9 años                                          |                                                                 |
| Túpolev Tu-154 | 2           | —       | 16                                                 | 136                                                | 152                                                | P-552                                              | 50,2 años                                          |                                                                 |
| Túpolev Tu-154 | 2           | —       | 16                                                 | 136                                                | 152                                                | P-561                                              | 41,6 años                                          |                                                                 |
| Túpolev Tu-204 | 2           | 3       | 16                                                 | 150                                                | 166                                                | P-632                                              | 31,1 años                                          |                                                                 |
| Túpolev Tu-204 | 2           | 3       | 12                                                 | 210                                                | 222                                                | P-633                                              | 15,2 años                                          |                                                                 |
| Total          | 16          | 3       | Edad media de la flota (julio de 2024): 36,7 años. | Edad media de la flota (julio de 2024): 36,7 años. | Edad media de la flota (julio de 2024): 36,7 años. | Edad media de la flota (julio de 2024): 36,7 años. | Edad media de la flota (julio de 2024): 36,7 años. | Edad media de la flota (julio de 2024): 36,7 años.              |

### Modernización

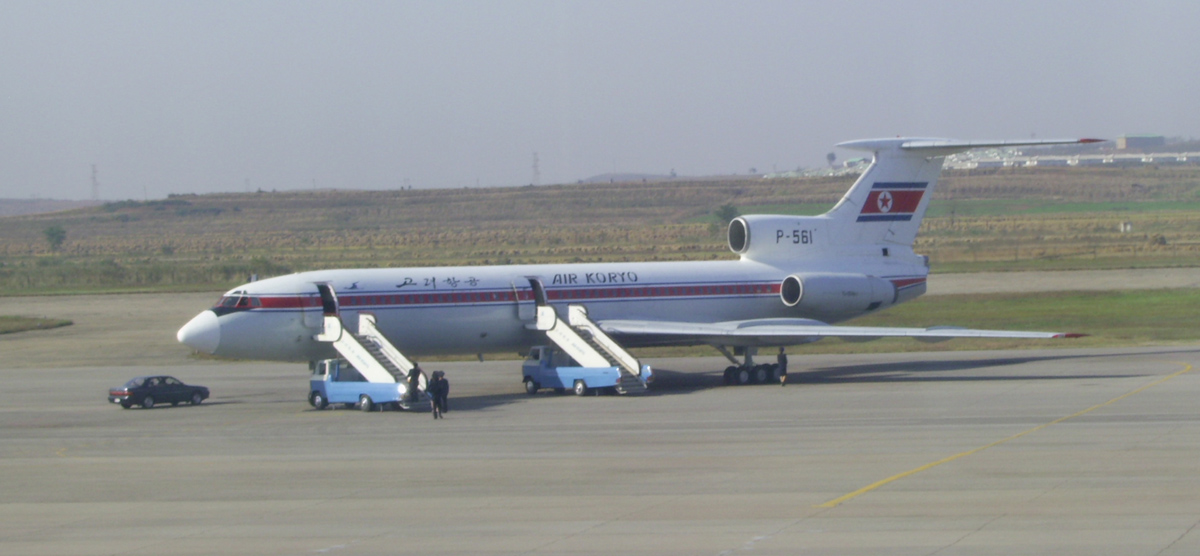
Un Tupolev Tu-154B-2 de Air Koryo.

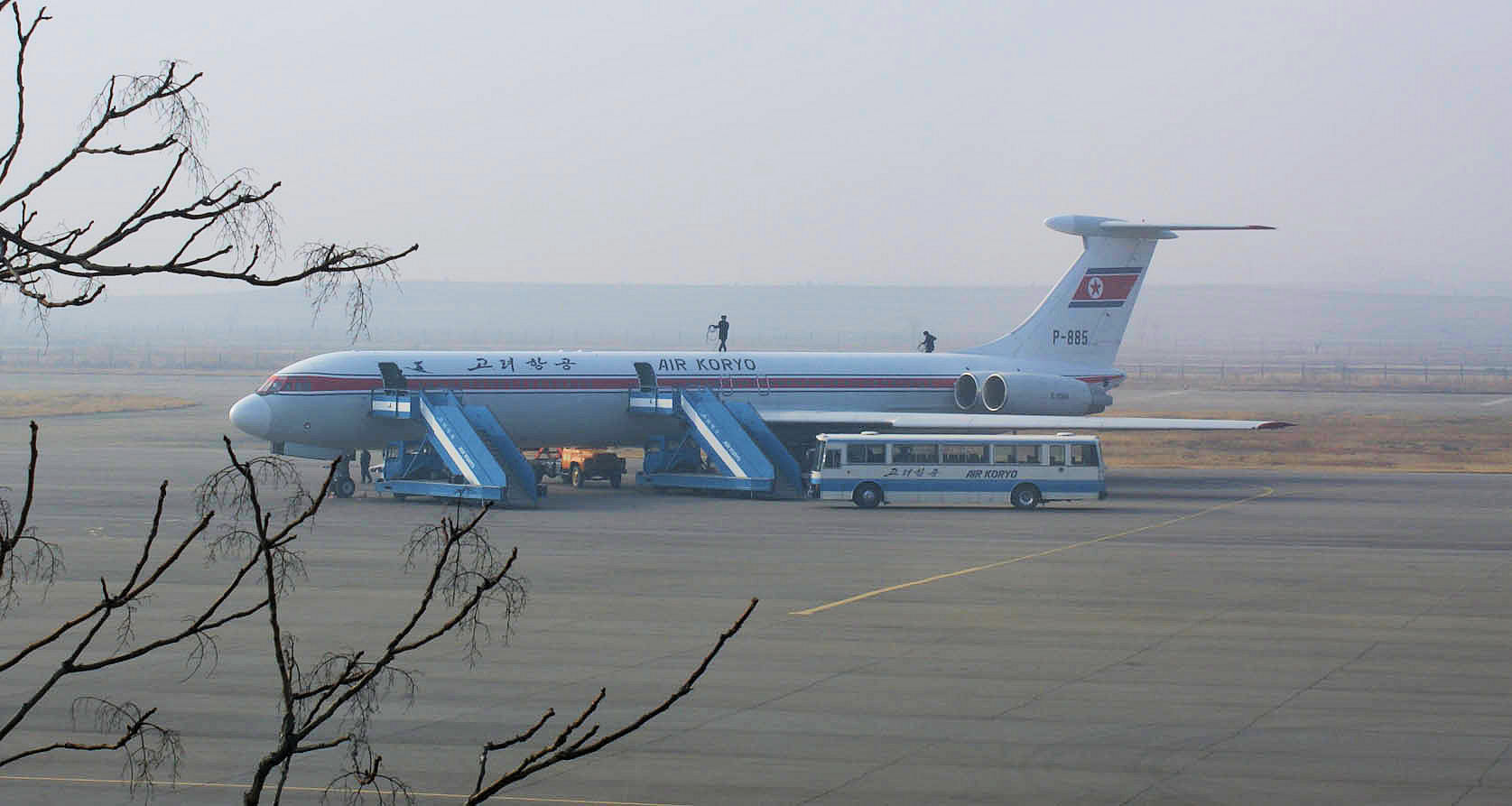
Ilyushin Il-62M en el Aeropuerto Internacional de Sunan.

Aunque la compañía solo obtuvo una estrella en el ranking skytrax está sustituyendo su envejecida flota de aviones de la era soviética. Las nuevas máquinas serían de fabricación rusa, porque las sanciones de Estados Unidos y la Unión Europea no permiten que el país adquiera ninguna de las nuevas naves en cualquiera de los dos lugares. La aerolínea está interesada en adquirir el Ilyushin Il-96, y varios Sukhoi Superjet 100 para sustituir a los ya desfasados Tupolev Tu-154 y Tu-134, que han sido recientemente vendidos a compañías aéreas de Irán, Siria y Zimbabue. La compañía ya cuenta con un Tupolev Tu-204 (matrícula P-632), el cual es capaz de volar de Pionyang a Moscú sin necesidad de escalas. Para modernizarse, la compañía ha instalado pantallas LCD en los Tu-204 para mostrar videos de la seguridad en el avión y reproducir películas para los pasajeros durante los vuelos. Air Koryo también han comprado nuevos autobuses de piso bajo para conectar las terminales de los aeropuertos con los estacionamientos donde se encuentran los aviones.

### Tupolev Tu-204
El primer Tupolev Tu-204-300 de Air Koryo fue entregado a la compañía aérea el 27 de diciembre de 2007 y el primer trayecto realizado fue de Ulyanovsk a Pionyang. La aeronave cuenta con 8 asientos de primera clase y los restantes 145 asientos son de clase turista. Este es el primer Tupolev Tu-204-300 en ser exportado de Rusia, y Air Koryo tiene la intención de adquirir otro avión. Los dos aviones tienen licencia para volver a volar en la UE.
Esta aeronave realiza la ruta Pekín-Pionyang. Su primer vuelo se hizo el 8 de mayo de 2008. La compañía quiere adquirir otro avión para unir la capital norcoreana con la ciudad iraní de Teherán.

## Accidentes
- El 1 de julio de 1983, ocurrió el Accidente de un Ilyushin Il-62 de Chosonminhang en 1983, en donde un Ilyushin Il-62M de matrícula P-889, en un vuelo chárter desde el Aeropuerto Internacional de Sunan (Pionyang, Corea del Norte) al Aeropuerto Internacional de Gbesssia (Conakri, Guinea) se estrelló en las Montañas Fouta Djall en Guinea. Las 23 personas a bordo murieron y el avión quedó destruido.[39]

## Veto de la Unión Europea
Air Koryo se encuentra en la Lista negra de compañías aéreas de la Unión Europea desde julio de 2006. En 2009, Air Koryo pudo volar de nuevo en la UE con sus Tu-204. Se espera que reanude sus vuelos entre Pionyang y Berlín.
La aerolínea tenía prohibido operar en Europa desde julio de 2006 debido a:
- Durante las inspecciones rutinarias realizadas en aeropuertos de Francia y Alemania se hallaron grandes deficiencias en la seguridad de los aviones.
- En inspecciones posteriores Air Koryo seguía sin arreglar los problemas de seguridad aérea establecidos en el programa SAFA (DGAC/F-2000-895).
- La compañía argumentó que estas deficiencias no habían sido solucionadas por falta de medios.
- Aviación civil de Francia solicitó a la aerolínea que presentase un plan con las mejoras realizadas en los aviones que hacían trayecto en aeropuertos de este país. Las autoridades francesas consideraron que las incidencias no habían sido totalmente solucionadas.
- La compañía no hizo nada, a pesar de que debía cumplir las normas que se establecen en el Convenio de Chicago . En 2009
- Por lo tanto y debido a los criterios comunes de la Comisión Europea[40] la flota de la aerolínea tiene prohibido operar en el espacio aéreo de los países miembros de la Unión Europea.[41]

En marzo de 2010 la UE quitó a dos de sus aviones de la lista negra, estos aviones son los dos Tu-204. Está previsto re-hacer vuelos entre Pionyang y Berlín.